# Ivor Novello Awards
Ivor Novello Awards  são prêmios concedidos anualmente, no mês de maio, desde 1955, pela British Academy of Songwriters, Composers and Authors (Basca), em Londres, a composições e compositores da Grã-Bretanha. Os prêmios foram assim nomeados em homenagem ao compositor, cantor e ator galês Ivor Novello.
O prêmio em si é uma escultura de bronze representando Euterpe, a musa da poesia lírica. Desde 1955, mais de 1.000 desses troféus foram concedidas.  A premiação é patrocinada pela PRS for Music, entidade responsável pela tutela dos direitos autorais dos músicos britânicos. Em 2010, um Ivor foi concedido pela primeira vez à trilha sonora de um jogo eletrônico - o PS3 Killzone 2 -, composta por Joris de Man.

## Alguns dos vencedores
- Deep Purple
- Amy Winehouse
- Ian Livingstone
- Bryan Adams
- Adele
- Christina Aguilera
- Led Zeppelin
- Imogen Heap[2]
- Keane
- Lily Allen
- Benny Andersson e Björn Ulvaeus
- Iain Archer
- Richard Ashcroft
- Athlete
- Gary Barlow
- Paul Barry
- Bat for Lashes
- Beyoncé
- Biddu
- Blur
- East 17
- David Bowie
- Kate Bush
- Eric Clapton (por Edge of Darkness)
- Vince Clarke (por suas  contribuições com Depeche Mode, Yazoo e Erasure)
- Coldplay
- Phil Collins (com Genesis & solo)
- Sir John Dankworth
- The Darkness
- Craig David
- Ray Davies
- Lana Del Rey
- Cathy Dennis
- Dido
- Ralph Dollimore
- Patrick Doyle
- Duffy
- Duran Duran
- Enya
- Ed Sheeran
- Fatboy Slim
- The Feeling
- David Gilmour (com Pink Floyd & solo)
- Jem Godfrey
- Martin Gore (com Depeche Mode)
- Pete Ham e Tom Evans
- PJ Harvey
- Justin Hawkins
- Justin Hayward
- Fran Healy
- Imogen Heap
- Wayne Bickerton
- Ted Heath
- Roger Hodgson
- Ashley Ingram
- Neil Innes
- Iron Maiden
- Yusuf Islam (Cat Stevens)
- Jamiroquai
- Sir Elton John
- Jonathan King
- John Lennon
- Annie Lennox
- Gary Lightbody
- Jeff Lynne
- Madness
- Madonna
- Manic Street Preachers
- Scott Matthews
- Brian May
- Sir Paul McCartney
- Freddie Mercury
- George Michael
- Kylie Minogue
- Richard G. Mitchell
- Morrissey
- Muse
- Oasis
- Roland Orzabal
- Pet Shop Boys
- Tim Rice-Oxley
- Radiohead
- The Shadows
- Britney Spears
- Spice Girls
- Dave Stewart
- Sting
- Mike Stock
- Sir John Tavener
- Richard Thompson
- The Ting Tings
- Pete Townshend
- Alex Turner
- U2
- Paul Weller
- Roger Whittaker
- Take That
- Tim Wheeler
- Robbie Williams
- Shakira
- Siouxsie Sioux
- Plan B